# Susie Essman

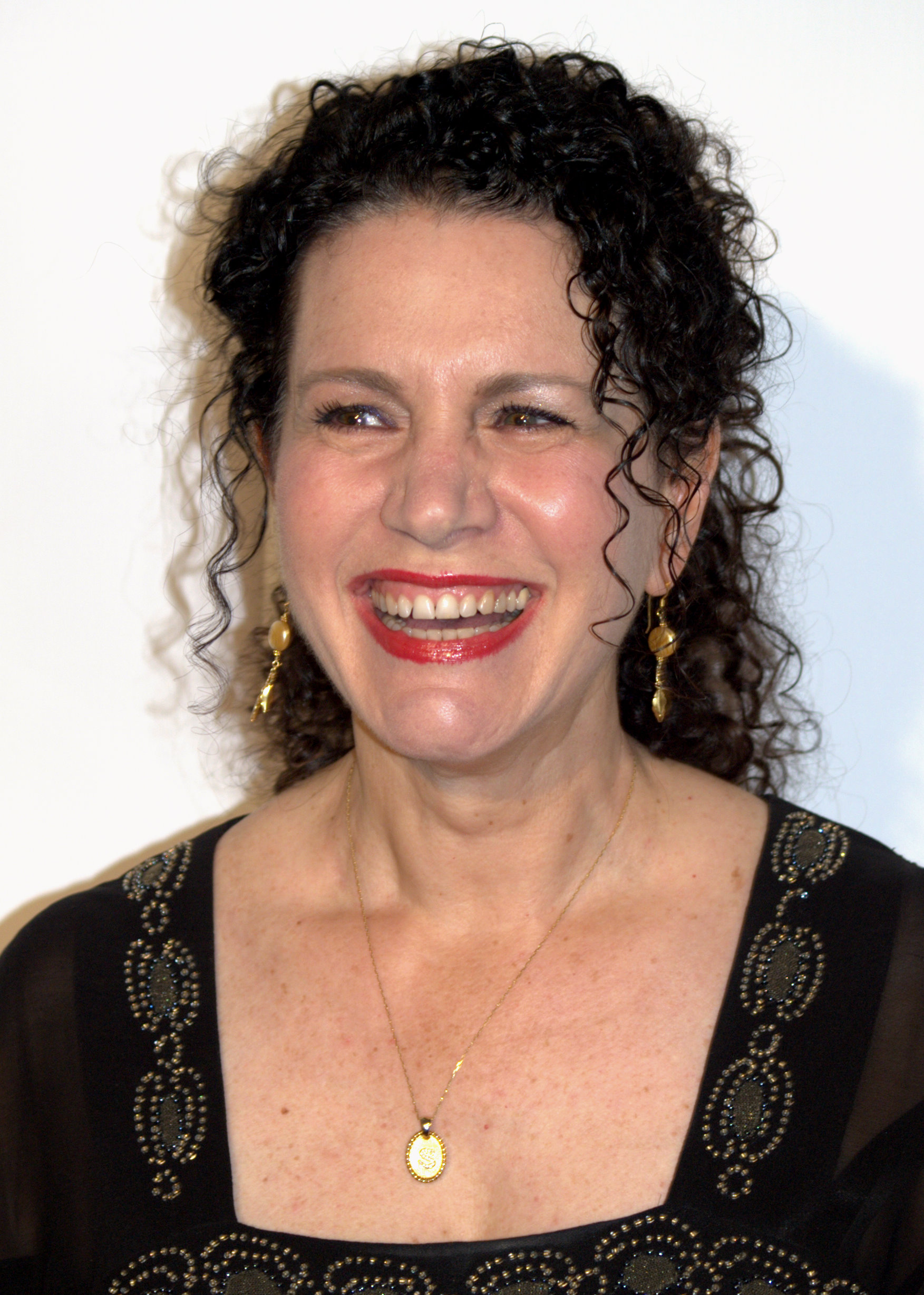
Susie Essman

Susie Essman (* 31. Mai 1955 in Mount Vernon, New York) ist eine US-amerikanische Komikerin und Schauspielerin.
Susie Essman war zunächst als Stand-up-Komikerin aktiv. Seit 1988 wird sie auch als Schauspielerin im komischen Rollenfach besetzt. Bekannt ist sie für ihre Rolle der Susie Greene in der HBO-Sitcom Lass es, Larry!.

## Filmografie (Auswahl)
- 1988: Crocodile Dundee II
- 1988–1989: Baby Boom (Fernsehserie, 13 Folgen)
- 1991: Turtles II – Das Geheimnis des Ooze (Teenage Mutant Ninja Turtles II: The Secret of the Ooze)
- 1997: Volcano
- 2000–2011, 2017–2024: Lass es, Larry! (Curb Your Enthusiasm, Fernsehserie, 86 Folgen)
- 2005: Cool & Fool – Mein Partner mit der großen Schnauze (The Man)
- 2008: Bolt – Ein Hund für alle Fälle (Bolt, Stimme)
- 2009–2018: American Dad (Fernsehserie, 7 Folgen, Stimme)
- 2010: Cop Out – Geladen und entsichert (Cop Out)
- 2015–2017: Broad City (Fernsehserie, 4 Folgen)
- 2015–2018: Law & Order: Special Victims Unit (Fernsehserie, 4 Folgen)
- 2016–2018: Those Who Can’t (Fernsehserie, 10 Folgen)
- 2017: Band Aid
- 2022:  Hacks (Fernsehserie, 2 Folgen)